# Ciclofosfamida
Ciclofosfamida, também conhecido pelos nomes comerciais Citoxan, Neosar, Genuxal, Citofosfana ou Endoxan, é um agente nitrogênico do grupo das oxazafosforinas. É usado para tratar vários tipos de lúpus eritematoso e algumas doenças autoimunes e também artrite reumática, pois apresenta melhores resultados comparativamente ao uso de corticosteroides, melhorando cerca de 90% nos portadores de lúpus eritematoso. No entanto, ainda não é prescrito com regularidade pelos médicos devido ao seu elevado custo. Além disso, é um quimioterápico usado para alguns tipos de cânceres.

## História
Precipuamente, a ideia de se utilizar a ciclofosfamida como um agente antineoplásico veio da observação de que soldados expostos ao gás mostarda evoluíam com aplasia de medula óssea (aplasia de medula, de forma objetiva para não médicos/profissionais de saúde, pode ser entendida como a morte de todas as células de defesa de organismo humano).
Assim, a molécula de ciclofosfamida foi sintetizada a partir da substituição de um anel de oxazafosforina por um grupo metila, com escopo de se criar uma pró-droga, que seria ativa apenas em células neoplasicas. Como algumas  células cancerosas expressam altos níveis de fosfamidase, que é capaz de quebrar a ligação Fosforo-nitrogenio, obteve-se sucesso na síntese desse agente,que é ingerido na forma de pró-droga, e quando em contato com essas células, é convertido em sua forma ativa.

## Usos clínicos
O uso principal de ciclofosfamida em doenças autoimunes. Também é usado para tratar doença de lesão mínima e artrites reumáticas. Ainda é usado para granulomatose de Wegener. E alguns tipos de câncer como leucemia e linfoma. O medicamento causa uma melhora nas pessoas portadoras de lúpus eritematoso.